# Čitaj 'An fas'
Čitaj 'An fas' treći je studijski album riječke rock-skupine En Face, kojeg 1996. godine objavljuje diskografska kuća Lobel.
Album sadrži potentne radijske hitove "Priča" i "Želio bih da si tu". Naziv albuma dolazi od činjenice da su mnogi ime sastava izgovarali krivo kao "An Fejs".

## Popis pjesama
1. "Laku noć"
2. "Želio bih da si tu"
3. "Priča"
4. "Kad bi mogli"
5. "Kuća"
6. "Žute stranice"
7. "Na krilima vremena"
8. "More ti je dalo riječ"
9. "Svaki dan"
10. "Hi hi"

## Vanjske poveznice
- Rateyourmusic - Recenzija albuma